# Dominique Anglade
Pour les articles homonymes, voir Anglade (homonymie).
Dominique Anglade, née le 31 janvier 1974 à Montréal, est une femme d'affaires et femme politique québécoise, députée de la circonscription de Saint-Henri–Sainte-Anne à l'Assemblée nationale du Québec de 2015 à 2022.
Diplômée de l'École polytechnique de Montréal et de HEC Montréal, elle travaille chez Procter & Gamble, Nortel Networks, McKinsey & Company et exerce de 2013 à 2015 les fonctions de présidente-directrice générale de Montréal International. Elle est la première femme à occuper cette fonction.
De 2012 à 2013, elle est présidente de la Coalition avenir Québec. Lors d'une élection partielle en 2015, elle est élue députée sous la bannière du Parti libéral du Québec. Elle devient alors vice-première ministre et ministre de l'Économie. Réélue en 2018, elle est élue cheffe du Parti libéral du Québec par acclamation en mai 2020. Elle est réélue dans sa circonscription en octobre 2022, mais démissionne comme cheffe et ensuite comme députée dans les mois suivants.

## Biographie

### Jeunesse et études
Née le 31 janvier 1974 à Montréal, Dominique Anglade est la fille aînée du professeur, géographe et écrivain haïtien Georges Anglade, l'un des fondateurs du département de géographie de l’Université du Québec à Montréal. Sa mère, Mireille Neptune, est une économiste et une féministe engagée.
En 1996, Dominique Anglade termine ses études de premier cycle en génie industriel de l’École polytechnique de Montréal. Durant ses années universitaires, elle devient présidente de l'Association étudiante de Polytechnique. À la suite de son baccalauréat, elle poursuit des études de deuxième cycle et obtient une maîtrise en administration des affaires de HEC Montréal, maîtrise où elle reçoit la Bourse Émérite Fondation Desjardins.[citation nécessaire]

### Parcours professionnel
C'est en 1996 que Dominique Anglade commence sa carrière comme ingénieure chez Procter & Gamble. En 2004, elle se voit confier la direction des affaires externes et gouvernementales pour Nortel Networks au Québec.[citation nécessaire] En 2005, elle est recrutée par la firme internationale de consultants McKinsey & Company. De 2013 à 2015, Dominique Anglade exerce la fonction de présidente-directrice générale de Montréal International.

### Politique québécoise

#### Coalition avenir Québec
Dominique Anglade exerce les fonctions de présidente de la Coalition avenir Québec de janvier 2012 à septembre 2013. Aux élections québécoises de 2012, elle se présente dans la circonscription de Fabre qui sera remportée par le candidat du Parti libéral du Québec, Gilles Ouimet. Elle quittera la politique active pour devenir présidente-directrice générale de Montréal International en septembre 2013.

#### Parti libéral du Québec
En 2015, elle est candidate avec le Parti libéral du Québec dans le cadre d'une élection partielle tenue dans la circonscription de Saint-Henri-Sainte-Anne. Elle est élue députée libérale le 9 novembre 2015. Elle justifie son choix d'avoir quitté la Coalition avenir Québec et rejoint le Parti libéral du Québec en expliquant ses différends sur « l'identité » et sur « l'immigration ».
Le 28 janvier 2016, elle est assermentée à titre de ministre de l’Économie, de la Science et de l'Innovation et ministre responsable de la Stratégie numérique au sein du gouvernement de Philippe Couillard, devenant ainsi la première personne d'origine haïtienne à exercer une fonction ministérielle au Canada. Elle est également la deuxième femme à occuper ce ministère.
Le 11 octobre 2017, Dominique Anglade est nommée vice-première ministre lors d'un remaniement ministériel du cabinet Couillard tout en conservant ses responsabilités ministérielles. Elle est d'ailleurs la première femme issue des communautés culturelles à occuper cette fonction.
Au cours de son mandat, elle met en place la Stratégie québécoise de la recherche et de l’innovation 2017-2022 et la Stratégie québécoise des sciences de la vie 2017‑2027.
À la suite du départ de Philippe Couillard comme chef du Parti libéral du Québec, la formation politique présente lors d'un Conseil général tenu le 5 mai 2019 les règles et conditions de la course à la chefferie qui se terminera le 31 mai 2020. Le 27 juin 2019, Dominique Anglade présente sa candidature à la course à la direction du Parti libéral du Québec de 2020 . Le 23 janvier 2020, elle dépose officiellement son bulletin de mise en candidature qui compte 1 360 signatures de membres du Parti libéral du Québec, provenant des 125 circonscriptions du Québec.
Le 1er mars 2020, elle annonce les détails de sa vision des régions du Québec, et ce, en présentant une « Charte des régions ». Elle souhaite alors mettre en œuvre un réel partenariat historique. Également, Dominique Anglade annonce des mesures pour la santé mentale et des mesures pour aider les maisons d'hébergement et les refuges pour les femmes.
Le 11 mai 2020, la démission du seul autre candidat qualifié, Alexandre Cusson, lui permet d'être couronnée cheffe du Parti libéral du Québec, qu'elle est la première femme à diriger.
Le 7 novembre 2022, elle remet sa démission comme cheffe du Parti libéral du Québec et annonce qu'elle démissionnera de son poste de députée de Saint-Henri–Sainte-Anne le 1er décembre.

## Vie privée
Dominique Anglade est mariée et mère de trois enfants.
Lors du séisme de 2010 en Haïti, elle perd ses parents, son oncle et son cousin.
Le 6 décembre 2019, elle rend un hommage public, au salon bleu de l'Assemblée nationale du Québec à l'occasion de l'adoption d'une motion, adoptée à l’unanimité, pour la commémoration prochaine des 10 ans de ce tremblement de terre qui a dévasté Port-au-Prince.
En septembre 2022, dans le cadre de la campagne électorale, elle dévoile des actifs nets de 12,5 M$.

## Livre
Le 1er avril 2021, Dominique Anglade publie sa biographie, Ce Québec qui m'habite, écrite en collaboration Marie Sterlin. Ce livre raconte ses souvenirs d'enfance, sa jeunesse, ses séjours à l'extérieur du Québec, le tremblement de terre de 2010, de même que ses nombreuses expériences personnelles et professionnelles qui lui ont permis de se rendre jusqu'à la tête du Parti libéral du Québec en 2020. La préface est de Régine Chassagne du groupe Arcade Fire.

## Distinctions
- World Economic Forum "Young Global Leader" en 2014[23].
- Prix Toussaint-Louverture 2013 remis par la Jeune Chambre de commerce haïtienne de Montréal[24].
- Prix Hommage de l'Ordre des ingénieurs du Québec pour contribution exceptionnelle envers la profession (2011)[25].
- Invitation au sommet 2018 du groupe Bilderberg[26].
- Lauréate du Prix Mérite 2017, Association des diplômés de Polytechnique (ADP)[27].

## Résultats électoraux
|                                                                                               | Nom                          | Parti              | Nombre de voix | %      | Maj.  |
| --------------------------------------------------------------------------------------------- | ---------------------------- | ------------------ | -------------- | ------ | ----- |
|                                                                                               | Dominique Anglade (sortante) | Libéral            | 11 728         | 36,2 % | 2 736 |
|                                                                                               | Guillaume Cliche-Rivard      | Québec solidaire   | 8 992          | 27,7 % | -     |
|                                                                                               | Nicolas Huard-Isabelle       | Coalition avenir   | 5 751          | 17,7 % | -     |
|                                                                                               | Julie Daubois                | Parti québécois    | 2 683          | 8,3 %  | -     |
|                                                                                               | Mischa White                 | Conservateur       | 2 063          | 6,4 %  | -     |
|                                                                                               | Jean-Pierre Duford           | Vert               | 620            | 1,9 %  | -     |
|                                                                                               | Janusz Kaczorowski           | Bloc Montréal      | 530            | 1,6 %  | -     |
|                                                                                               | Esther Gaudreault            | Démocratie directe | 73             | 0,2 %  | -     |
| Total                                                                                         | Total                        | Total              | 32 440         | 100 %  |       |
| Le taux de participation lors de l'élection était de 57,8 % et 357 bulletins ont été rejetés. |                              |                    |                |        |       |

|                                                                                               | Nom                          | Parti                | Nombre de voix | %      | Maj.  |
| --------------------------------------------------------------------------------------------- | ---------------------------- | -------------------- | -------------- | ------ | ----- |
|                                                                                               | Dominique Anglade (sortante) | Libéral              | 11 837         | 38,1 % | 4 424 |
|                                                                                               | Benoit Racette               | Québec solidaire     | 7 413          | 23,8 % | -     |
|                                                                                               | Sylvie Hamel                 | Coalition avenir     | 5 809          | 18,7 % | -     |
|                                                                                               | Dieudonné Ella Oyono         | Parti québécois      | 3 568          | 11,5 % | -     |
|                                                                                               | Jean-Pierre Duford           | Vert                 | 1 009          | 3,2 %  | -     |
|                                                                                               | Steven Scott                 | NPD Québec           | 690            | 2,2 %  | -     |
|                                                                                               | Caroline Orchard             | Conservateur         | 380            | 1,2 %  | -     |
|                                                                                               | Félix Gagnon-Paquin          | Bloc pot             | 202            | 0,6 %  | -     |
|                                                                                               | Christopher Young            | Changement Intégrité | 103            | 0,3 %  | -     |
|                                                                                               | Linda Sullivan               | Marxiste-léniniste   | 91             | 0,3 %  | -     |
| Total                                                                                         | Total                        | Total                | 31 102         | 100 %  |       |
| Le taux de participation lors de l'élection était de 56,6 % et 597 bulletins ont été rejetés. |                              |                      |                |        |       |

|                                                                                               | Nom                      | Parti            | Nombre de voix | %      | Maj.  |
| --------------------------------------------------------------------------------------------- | ------------------------ | ---------------- | -------------- | ------ | ----- |
|                                                                                               | Dominique Anglade        | Libéral          | 5 325          | 38,6 % | 1 206 |
|                                                                                               | Gabrielle Lemieux        | Parti québécois  | 4 119          | 29,9 % | -     |
|                                                                                               | Marie-Ève Rancourt       | Québec solidaire | 2 856          | 20,7 % | -     |
|                                                                                               | Louis-Philippe Boulanger | Coalition avenir | 717            | 5,2 %  | -     |
|                                                                                               | Jiab Zuo                 | Vert             | 507            | 3,7 %  | -     |
|                                                                                               | Luc Lefebvre             | Option nationale | 146            | 1,1 %  | -     |
|                                                                                               | Christian Hébert         | Conservateur     | 110            | 0,8 %  | -     |
| Total                                                                                         | Total                    | Total            | 13 780         | 100 %  |       |
| Le taux de participation lors de l'élection était de 23,9 % et 115 bulletins ont été rejetés. |                          |                  |                |        |       |

|                                                                                             | Nom                      | Parti            | Nombre de voix | %      | Maj.  |
| ------------------------------------------------------------------------------------------- | ------------------------ | ---------------- | -------------- | ------ | ----- |
|                                                                                             | Gilles Ouimet            | Libéral          | 13 305         | 37,5 % | 3 381 |
|                                                                                             | François-Gycelain Rocque | Parti québécois  | 9 924          | 28 %   | -     |
|                                                                                             | Dominique Anglade        | Coalition avenir | 9 852          | 27,8 % | -     |
|                                                                                             | Wilfried Cordeau         | Québec solidaire | 1 260          | 3,6 %  | -     |
|                                                                                             | Jean-François Lepage     | Vert             | 547            | 1,5 %  | -     |
|                                                                                             | Bruno Forget             | Option nationale | 388            | 1,1 %  | -     |
|                                                                                             | Philippe Mayrand         | Indépendant      | 207            | 0,6 %  | -     |
| Total                                                                                       | Total                    | Total            | 35 483         | 100 %  |       |
| Le taux de participation lors de l'élection était de 76 % et 371 bulletins ont été rejetés. |                          |                  |                |        |       |